# Bibcode
Le bibcode (de l'anglais bibliographic code, « code bibliographique ») est un identifiant surtout utilisé par plusieurs bases de données bibliographiques portant sur l'astronomie dans le but d'identifier des références scientifiques. Au départ, le bibcode est utilisé dans SIMBAD et dans NASA/IPAC Extragalactic Database (NED), mais est maintenant utilisé par exemple, dans l’Astrophysics Data System de la NASA,.
Un bibcode contient exactement 19 caractères qui respecte le format
YYYYJJJJJVVVVMPPPPA,
où YYYY est l'année de la référence et JJJJJ un identifiant du lieu (revue, etc.) où l'article a été publié. Si c'est une revue scientifique, VVVV désigne le numéro de volume, M la section où apparaît l'article dans le magazine (exemple, L pour la section du courrier), PPPP identifie la première page et A est la première lettre du nom de famille du premier auteur. Le point (.) sert à remplir les sections inutilisées et comme bourrage pour compléter les données des sections à largeur fixe ; le rembourrage est fait à la droite pour l'identifiant de publication et à la gauche pour le numéro de volume ainsi que le numéro de page,. Voici quelques exemples :
| bibcode             | Référence |
| 1974AJ.....79..819H | (en) W. D. Heintz, « Astrometric study of four visual binaries », The Astronomical Journal, vol. 79,‎ 1974, p. 819-825 (DOI 10.1086/111614)                                                                           |
| 1924MNRAS..84..308E | (en) A. S. Eddington, « On the relation between the masses and luminosities of the stars », Monthly Notices of the Royal Astronomical Society, vol. 84,‎ 1924, p. 308-332                                             |
| 1970ApJ...161L..77K | (en) J. C. Kemp, J. B. Swedlund, J. D. Landstreet et J. R. P. Angel, « Discovery of circularly polarized light from a white dwarf », The Astrophysical Journal Letters, vol. 161,‎ 1970, L77-L79 (DOI 10.1086/180574) |